# South Fork (Pennsilvània)
South Fork és una població dels Estats Units a l'estat de Pennsilvània. Segons el cens del 2000 tenia 1.138 habitants.

## Demografia
Segons el cens del 2000, South Fork tenia 1.138 habitants, 452 habitatges, i 311 famílies. La densitat de població era de 845 habitants/km².
Dels 452 habitatges en un 31% hi vivien nens de menys de 18 anys, en un 50,7% hi vivien parelles casades, en un 13,9% dones solteres, i en un 31% no eren unitats familiars. En el 29% dels habitatges hi vivien persones soles el 16,2% de les quals corresponia a persones de 65 anys o més que vivien soles. El nombre mitjà de persones vivint en cada habitatge era de 2,5 i el nombre mitjà de persones que vivien en cada família era de 3,07.
Per edats la població es repartia de la següent manera: un 24,9% tenia menys de 18 anys, un 8,9% entre 18 i 24, un 27,9% entre 25 i 44, un 19,9% de 45 a 60 i un 18,5% 65 anys o més.
L'edat mediana era de 37 anys. Per cada 100 dones de 18 o més anys hi havia 93 homes.
La renda mediana per habitatge era de 30.144$ i la renda mediana per família de 34.531$. Els homes tenien una renda mediana de 25.375$ mentre que les dones 16.563$. La renda per capita de la població era de 13.298$. Entorn de l'11,1% de les famílies i el 12% de la població estaven per davall del llindar de pobresa.

## Poblacions més properes
El següent diagrama mostra les poblacions més properes.